# Въоръжени сили на Суверенния Малтийски орден
Въоръжените сили на Суверенния Малтийски орден (на италиански: Corpo speciale volontario ausiliario dell'Esercito dell'Associazione dei Cavalieri Italiani del Sovrano Militare Ordine di Malta) са доброволна помощна организация в Италианската армия, принадлежаща на Суверенния Малтийски орден.

## История
Корпусът е създаден на 20 март 1876 като първа стъпка на сътрудничество между Кралство Италия и Малтийския орден в областта на здравеопазването (най-вече по отношение на ранените по време на война). Конвенцията е подписана от министъра на войната на Кралство Италия генерал Емилио Фереро и принц Марио Киджи Албани дела Ровере. През 1884 г. на Корпуса дадени казарма и болница (Baracca Ospedale), първите четири мобилни болници и болнични влакове на Ордена, като всеки влак има 23 коли и е в състояние да помогне на 200 ранени. През 1909 г. на Корпуса официално става специален орган на италианската армия, като оттогава носят италианска униформа. Помагат на италиански войници през Итало-турската войнa и Първата световна война.
В резултат на клауза, съдържаща се в Мирния договор между Италия и Съюзниците, подписан в Париж 10 февруари 1947, Италианските ВВС дават на Корпуса самолет Savoia-Marchetti S.M.82, който лети с отличителните знаци на Ордена. По-късно самолетът участва в много спасителни операции. След войната Корпусът се отличава в хуманитарни операции като земетресението в Агадир (Мароко) през 1960, в Тоскана (1971), Фриули (1976), в наводненията при разливането на река По (1976), в земетресенията в Кампания (1980), Умбрия-Марке (1997), Молизе, Пулия (2002), Абруцо(2009). Въоръжените сили на Малтийския орден участват и в мироопазващите мисии в Албания през 1999 и Косово през 2005 г. От 1991 г. армейски корпус на Суверенния Малтийски орден, участва в поддържането на мира на територията на бивша Югославия.